# Krynytschna
Krynytschna (ukrainisch Кринична; russisch Криничная/Krinitschnaja) ist eine Siedlung städtischen Typs im Osten der Ukraine in der Oblast Donezk mit etwa 4500 Einwohnern.

## Geographie
Die Siedlung städtischen Typs liegt im Donezbecken, etwa 21 Kilometer nordöstlich vom Oblastzentrum Donezk und 10 Kilometer nordöstlich vom Stadtzentrum von Makijiwka, zu dessen Stadtkreis sie zählt, entfernt, nordwestlich des Ortskernes verläuft der Siwerskyj-Donez-Donbas-Kanal (Канал Сіверський Донець — Донбас).
Zur Siedlungsratsgemeinde von Krynytschna, welche verwaltungstechnisch dem Stadtrajon Sowjet innerhalb von Makijiwka zugeordnet ist, zählen noch die Ansiedlungen Wassyliwka (Василівка) und Lebjasche (Леб'яже).
Im östlichen Ortsgebiet befindet sich eine große Eisenbahnkreuzung (Horliwka–Taganrog und Jenakijewe-Donezk), von dieser leitet sich auch der Name des Ortes ab.

## Geschichte
Der Ort entstand als Bahnhofssiedlung ab 1875, 1938 bekam Krynytschna den Status einer Siedlung städtischen Typs, seit Sommer 2014 ist der Ort im Verlauf des Ukrainekrieges durch Separatisten der Volksrepublik Donezk besetzt.